# José Barahona
José Barahona ist ein spanischer Funktionär der Vereinten Nationen, der seit 2022 Residierender Koordinator der Vereinten Nationen in Dschibuti ist.

## Leben
José Barahona begann nach dem Schulbesuch ein Studium der Soziologie an der Universität Complutense Madrid, das er mit einem Bachelor beendete. Ein dortiges postgraduales Studium im Fach Internationale Entwicklung schloss er mit einem Master ab. Des Weiteren absolvierte er ein vierjähriges Studium im Fach Afrikanische Politik an der Universität von Südafrika. An der University of Oxford absolvierte er eine Studienfortbildung im Bereich Führung und Management (Leadership and Management) sowie an der University of Cambridge einen weiteren Studiengang im Bereich Führung im Klimawandel (Climate Change Leadership) und schloss beide Fortbildungen mit einem Executive Training Certificate ab. Er arbeitete zunächst bei der globalen gemeinnützigen Organisation ActionAid International in Mosambik. 
Danach wechselte er zur Nichtregierungsorganisation Oxfam, ein internationaler Verbund verschiedener Hilfs- und Entwicklungsorganisationen, der laut eigener Aussage weltweit dafür eintritt, dass sich Menschen in armen Ländern nachhaltige und sichere Existenzgrundlagen schaffen können, Zugang zu Bildung, gesundheitlicher Versorgung, Trinkwasser und Hygiene-Einrichtungen sowie Unterstützung bei Krisen und Katastrophen erhalten. Bei Oxfam arbeitete er im Advocacy- und Kampagnenteam in Mosambik, Spanien und im Vereinigten Königreich sowie zuletzt als Landesdirektor für Oxfam Great Britain und Oxfam International in der Demokratischen Republik Kongo, Südafrika und Südsudan. Während er dort komplexen Operationen auf internationaler und nationaler Ebene leitete, konzentrierte er sich auf die Initiierung von Lobbykampagnen für Fragen der nachhaltigen Entwicklung, die Verwaltung und Umsetzung internationaler Entwicklungsprogramme und die Bereitstellung wirksamer humanitärer Maßnahmen. Im Anschluss wurde er Mitarbeiter der internationalen, gemeinnützigen NRC Flüchtlingshilfe (Flyktninghjelpen) in Oslo. Dort leitete er neben einer repräsentativen Rolle bei einer Krisenmanagementgruppe auf Direktorenebene auch den Start humanitärer Operationen in Burkina Faso, Niger, Mosambik, Sudan und Venezuela. Zuletzt war er Manager für Notfallmaßnahmen der Norwegischen Flüchtlingshilfe.
Am 1. April 2022 ernannte der Generalsekretär der Vereinten Nationen, António Guterres, José Barahona zum Residierenden Koordinator der Vereinten Nationen in Dschibuti.